# Туриш (Казахстан)
Тури́ш (каз. Тұрыш) — село у складі Бейнеуського району Мангистауської області Казахстану. Адміністративний центр та єдиний населений пункт Туриської сільської адміністрації.
У радянські часи село називалось Туруш.
Населення — 686 осіб (2021; 636 у 2009, 518 у 1999, 356 у 1989).